# 新山村 (岡山県小田郡)
新山村（にいやまそん）は、岡山県小田郡にあった村。現在の笠岡市の一部にあたる。

## 地理
小田川に注ぐ尾坂川の中流域に位置していた。

## 歴史
- 1889年（明治22年）6月1日、町村制の施行により、小田郡新賀村、山口村が合併して村制施行し、新山村が発足[1][2]。旧村名を継承した新賀、山口の2大字を編成[2]。
- 1953年（昭和28年）10月1日、笠岡市に編入され廃止[1][2]。編入後、笠岡市大字新賀・山口となる[2]。

### 地名の由来
合併各村名の一文字を組み合わせたもの。

## 産業
- 農業[3]